# Bandera de la Torre de Cabdella
La bandera oficial de la Torre de Cabdella té la següent descripció:
Bandera apaïsada de proporcions dos d'alt per tres de llarg, dividida en barra en dues meitats iguals, la del pal de color blau, i la del vol dividida en dues meitats, blanca la primera, i negra la del vol.

## Història
Va ser aprovada el 9 de juny de 1993 i publicada en el DOGC el 23 de juny del mateix any amb el número 1761.